# Стивенсон, Сара
Са́ра Диа́на Сти́венсон (англ. Sarah Diana Stevenson; 30 марта 1983; Донкастер, Великобритания) — британская тхэквондистка, бронзовая призёрка летних олимпийских игр 2008 года, двукратная чемпионка мира и трёхкратная чемпионка Европы.

## Спортивная биография
Заниматься тхэквондо Сара Стивенсон начала в 10 лет.
В 2000 году тхэквондо впервые было включено в программу летних Олимпийских игр. Сара Стивенсон на играх в Сиднее выступила в категории до 67 кг. Британская спортсменка смогла дойти до полуфинала соревнований, где проиграла норвежке Труде Гундерсен. В поединке за бронзовую медаль Сара уступила японке Ёрико Окамото 5:6 и заняла 4-е место. В 2001 году британская спортсменка впервые в карьере стала чемпионкой мира.
На летних Олимпийских играх 2004 года Стивенсон приняла участие в соревнованиях в категории свыше 67 кг. Однако уже в первом раунде британская спортсменка неожиданно уступила венесуэльской тхэквондистке Адриане Кармоне.
В 2008 году на летних Олимпийских играх в Пекине Сара Стивенсон смогла дойти до полуфинала в категории свыше 67 кг, где уступила мексиканской тхэквондистке Марие Эспиносе 1:4. В поединке за третье место соперницей британской спортсменки стала представительница Египта Ноха Абд-Рабу, но особой борьбы в поединке не получилось. Стивенсон одержала победу со счётом 5:1 и стала обладательницей бронзовой награды. В 2011 году Сара повторила свой успех 10-летней давности и стала двукратной чемпионкой мира.
В 2012 году Стивенсон приняла участие в своих четвёртых летних Олимпийских играх. На церемонии открытия игр Саре Стивенсон было доверено право произнести от имени спортсменов олимпийскую клятву. Как и 12 лет назад на играх в Сиднее, Сара выступила в категории до 67 кг. Однако уже в первом раунде Стивенсон потерпела чувствительное поражение от американки Пейдж Макферсон 1:5 и выбыла из турнира.

## Личная жизнь
Сара замужем за Стивом Дженнигсом, который также является её личным тренером.